# Miguel Cruchaga Belaúnde
Miguel Cruchaga Belaúnde (Lima, 26 de febrero de 1940) es un arquitecto, intelectual y político peruano. Fue senador desde 1990 hasta 1992 como miembro de Acción Popular y es distinguido con el Premio Nacional de Cultura en 1973.

## Biografía
Nació en la ciudad de Lima, el 26 de febrero de 1940. Es hijo de Miguel Cruchaga Ossa y de Lucila Belaunde Terry. Es sobrino del expresidente y líder histórico de Acción Popular, Fernando Belaúnde Terry.
Estudió la carrera de Arquitectura en la Universidad Nacional de Ingeniería (UNI). Realizó estudios de posgrado en Comportamiento Humano y Diseño de Viviendas en Harvard Graduate School of Design. 
Se ha desempeñado como docente en la Pontificia Universidad Católica del Perú (1969 – 1970) y en la Universidad Peruana de Ciencias Aplicadas (UPC) (desde 1994) de la que es decano de la Facultad de Arquitectura. 
Ha dirigido las publicaciones: "El Arquitecto Peruano" (antigua versión impresa, 1963 – 1977), "Habitar" (del Colegio de Arquitectos del Perú, 1978 – 1979), y "El Arquitecto Peruano" (nueva versión digital, desde 2004). 
En lo profesional es proyectista de arquitectura que ejerce la práctica profesional independiente o en asociación desde 1962. También Asociado de Skidmore, Owings & Merrill de Chicago (1978), Senior Associate de Frank O. Gehry & Associates (1986). Director de importantes empresas e instituciones en el Perú: Cervecería del Norte (1977 - 1990), Interbank (1984 – 1985), Bayer Industrial (1984 – 1985), Banco Financiero (1984), Patronato de Esan (1984 – 1985).
Tuvo a su cargo la organización de la visita de Papa Juan Pablo II al Perú en el año 1985.
Postuló al Senado de la República en 1985 y en 1990, donde en esta última elección logró ser elegido senador por el Frente Democrático, como miembro del Movimiento Libertad, para el periodo parlamentario 1990-1995. Sin embargo, su cargo fue disuelto el 5 de abril de 1992 por el nefasto autogolpe de estado decretado por el entonces presidente Alberto Fujimori, donde formó parte de la oposición al régimen.
Posteriormente fue presidente del Instituto del Ciudadano (1993–2002), presidente y miembro de número de la Academia Peruana de Arquitectura y Urbanismo (2005–2007).

## Premios y reconocimientos
- Premio Nacional de Cultura (1973)